# Café de Paris
A Café de Paris 1938-ban bemutatott fekete–fehér francia bűnügyi filmvígjáték Yves Mirande és Georges Lacombe rendezésében. Magyarországon 1939. augusztus 21-én mutatták be. 

## Cselekménye
Szilveszter éjszakája Párizsban, a Café de Paris nevű mulatóban. Itt vacsorázik Monsieur Lambert is, a Parlotte című bulvárlap jellemtelen szerkesztő-igazgatója. Többen félnek tőle vagy gyűlölik őt. Nem messze az asztalától ül Revillac, akinek épp az előbb tagadta meg kérését, hogy egy nagyösszegű váltó lejárati idejét meghosszabbítsa. Egy másik asztalnál ellenségesen nézi őt a két fegyvercsempész is, akik attól félnek, hogy Lambert leleplezi őket, ha nem fizetnek neki a hallgatásáért. A fiatal Le Rec azért gyűlöli, mert Lambert megtagadta tőle leánya kezét. A fiatalembert unottan hallgatja barátja, Fleury. Egy titokzatos asszonyt vár, akibe régóta szerelmes, bár még alig ismeri. Végre megérkezik a nő, Geneviève, de elsápad, amint megpillantja Lambertet: mi lesz, ha az meglátja Fleuryvel?!
Éjfélkor a villanyt eloltják, és amikor ismét kigyúlnak a csillárok, rémülten látják, hogy Lambertet leszúrta valaki. Megjelenik a rendőrség, elkezdődik a vendégek kihallgatása. A titokzatos asszonyról a vizsgálat során kiderül, hogy Lambert felesége volt és utálta őt. A gyilkos utáni nyomozás már-már holtpontra jut, de végül a mulatóban vacsorázott szemfüles riporter megoldja a rejtélyt. 

## Főbb szereplők
- Véra Korène – Geneviève
- Jules Berry – Louis Fleury
- Simone Berriau – Odette
- Jacques Baumer – rendőrfelügyelő
- Pierre Brasseur – Le Rec
- Julien Carette – újságíró, riporter
- Florence Marly – Estelle, Lambert szeretője
- Jacques Grétillat – Lambert, lapszerkesztő, igazgató
- Maurice Escande – Perelli márki, fegyverkereskedő
- Marcel Simon – a Café de Paris igazgatója
- Jean Coquelin – fegyvercsempész
- Marcel Carpentier – fegyvercsempész
- Alexandre Rignault – a követ